# Yasuko Miyazaki
Yasuko Miyazaki (jap. 宮崎 康子, Miyazaki Yasuko; * 7. Juni 1977 in Tokio) ist eine ehemalige japanische Triathletin.

## Werdegang
1996 begann Yasuko Miyazaki mit Triathlon-Training und 2002 wechselte sie von der Kurz- auf die Langdistanz.
2011 wurde sie auf der Mitteldistanz Zweite beim Ironman 70.3 Korea (1,9 km Schwimmen, 90 km Radfahren und 21,1 km Laufen).
In September 2014 belegte sie den zehnten Rang bei der Triathlon-Weltmeisterschaft auf der Langdistanz.

### Siegerin Ultraman Hawaii 2014
Im Dezember 2014 gewann die damals 37-Jährige den Ultraman Hawaii (10 km Schwimmen, 421 km Radfahren und 84 km Laufen), nachdem sie hier bereits 2012 den dritten Rang belegt hatte.
Seit 2014 tritt sie nicht mehr international in Erscheinung.
Yasuko Miyazaki ist seit März 2013 verheiratet, sie hat einen Sohn und lebt in Saitama.

## Sportliche Erfolge
| Datum/Jahr   | Rang | Wettbewerb                                    | Austragungsort | Zeit     | Bemerkung |
| ------------ | ---- | --------------------------------------------- | -------------- | -------- | --------- |
| 3. Juli 2011 | 2    | Ironman 70.3 Korea                            | Jeju           | 05:08:06 |           |
| 5. Aug. 2000 | 39   | FISU World University Triathlon Championships | Tiszaújváros   | 02:18:01 |           |

| Datum/Jahr    | Rang | Wettbewerb                                      | Austragungsort         | Zeit     | Bemerkung                                                                                         |
| ------------- | ---- | ----------------------------------------------- | ---------------------- | -------- | ------------------------------------------------------------------------------------------------- |
| Dez. 2014     | 1    | Ultraman Hawaii                                 | Hawaii                 | 25:40:49 | mit neuem Streckenrekord für den Doppel-Marathon in 6:54:57 Stunden                               |
| 21. Sep. 2014 | 10   | ITU Long Distance Triathlon World Championships | Weihai                 | 06:41:04 | Triathlon-Weltmeisterschaft auf der Langdistanz                                                   |
| 6. Juli 2014  | 16   | Ironman Germany                                 | Frankfurt am Main      | 10:25:13 |                                                                                                   |
| 4. Mai 2013   | 5    | Challenge Taiwan                                | Taiwan                 | 10:23:50 | [ 3 ]                                                                                             |
| Okt. 2012     | 3    | Ultraman Hawaii                                 | Hawaii                 | 26:21:28 | mit der zweitschnellsten je erzielten Zeit für den Doppel-Marathon in 7:32 Stunden                |
| Okt. 2012     | 1    | Ultraman United Kingdom                         | Vereinigtes Konigreich | 28:01:42 |                                                                                                   |
| 29. Juli 2012 | 18   | ITU Long Distance Triathlon World Championships | Vitoria-Gasteiz        | 07:25:30 | Triathlon-Weltmeisterschaft auf der Langdistanz                                                   |
| 5. Nov. 2011  | 17   | ITU Long Distance Triathlon World Championships | Henderson              | 06:20:19 | Triathlon-Weltmeisterschaft auf der Langdistanz                                                   |
| 21. Nov. 2010 | 16   | Ironman Arizona                                 | Tempe                  | 10:25:43 |                                                                                                   |
| 10. Okt. 2008 | 39   | Ironman Hawaii                                  | Hawaii                 | 11:47:55 |                                                                                                   |
| 28. Feb. 2009 | 7    | Ironman Malaysia                                | Langkawi               | 10:17:05 |                                                                                                   |
| 11. Okt. 2008 | 38   | Ironman Hawaii                                  | Hawaii                 | 10:53:16 |                                                                                                   |
| 23. Feb. 2008 | 3    | Ironman Malaysia                                | Langkawi               | 10:14:01 |                                                                                                   |
| 26. Aug. 2007 | 2    | Ironman Korea                                   | Seogwipo               | 10:44:44 | Fast eine Stunde hinter der Siegerin Chrissie Wellington belegt Yasuko Miyazaki den zweiten Rang. |
| 2007          | 5    | Ironman Japan                                   | Gotō-Inseln            | 10:00:09 | persönliche Ironman-Bestzeit                                                                      |
| 21. Okt. 2006 | 41   | Ironman Hawaii                                  | Hawaii                 | 10:32:4  |                                                                                                   |
| 15. Okt. 2005 | 35   | Ironman Hawaii                                  | Hawaii                 | 10:28:11 |                                                                                                   |
| 2005          | 2    | Ironman Malaysia                                | Langkawi               |          |                                                                                                   |
| 16. Okt. 2004 | 35   | Ironman Hawaii                                  | Hawaii                 | 11:58:17 |                                                                                                   |
| 2004          | 2    | Ironman Malaysia                                | Langkawi               |          |                                                                                                   |
| 2004          | 4    | Ironman Japan                                   | Gotō-Inseln            |          |                                                                                                   |
| 31. Aug. 2003 | 3    | Ironman Korea                                   | Seogwipo               |          |                                                                                                   |
| 27. Jan. 2002 | 2    | Ironman Malaysia                                | Langkawi               | 10:40:19 |                                                                                                   |

| Datum/Jahr   | Rang | Wettbewerb                  | Austragungsort | Zeit     | Bemerkung                                                |
| ------------ | ---- | --------------------------- | -------------- | -------- | -------------------------------------------------------- |
| 5. Apr. 2014 | 5    | Xterra Saipan Championships | Saipan         | 04:08:42 | 1,5 km Schwimmen, 30 km Mountainbike und 10 km Crosslauf |

(DNF – Did Not Finish)